# Nanorhopaea testacaea
Nanorhopaea testacaea är en skalbaggsart som beskrevs av Britton 1978. Nanorhopaea testacaea ingår i släktet Nanorhopaea och familjen Melolonthidae. Inga underarter finns listade i Catalogue of Life.